# Tykkelsesvækst
Tykkelsesvækst er et udtryk, som bruges om den årlige forøgelse af diameteren på træagtige planters grene og stammer. Tykkelsesvæksten opstår, når der skabes nyt materiale i skuddenes dannelsesvæv (kambium). Indad, dvs. mod det bestående ved, dannes der nye vedceller (xylem)m og udad mod barken dannes der nye nye sikar og barkceller (phloem). 
I perioden fra løvspring og indtil Sankthans er nydannelsen kraftigst, og de unge celler er brede og åbne med helt lyse vægge, bestående af cellulose. I den sidste halvdel af vækstsæsonen fra Sankthans og indtil løvfald er de nydannede celler derimod smalle med tykke, mørkfarvede vægge på grund af indlejret lignin. Et tværsnit vil derfor vise den årlige tykkelsesvækst som ringe af skiftevis lyse og mørke celler, de såkaldte årringe.